# Патріс Бюст
Патріс Бюст (фр. Patrice Beust; нар. 3 вересня 1944) — колишній французький тенісист.
Здобув 1 парний титул.
Найвищим досягненням на турнірах Великого шолома були півфінали в парному та змішаному парному розрядах.

## Фінали за кар'єру

### Парний розряд: 1 (1–1)
| Результат | W/L | Дата         | Турнір              | Покриття | Партнер       | Суперники                          | Рахунок                 |
| --------- | --- | ------------ | ------------------- | -------- | ------------- | ---------------------------------- | ----------------------- |
| Поразка   | 0–1 | квітень 1968 | Монте-Карло, Монако | Ґрунт    | Даніель Конте | Сергій Лихачов Олександр Метревелі | 7–5, 7–9, 4–6, 7–5, 5–7 |
| Перемога  | 1–1 | квітень 1972 | Монте-Карло, Монако | Ґрунт    | Даніель Конте | Їржі Гржебець Франтішек Пала       | 3–6, 6–1, 12–10, 6–2    |